# Bojan Zaletel
Bojan Zaletel, slovenski inženir kemije, * 24. junij 1920, Postojna, † 30. julij 1981, Kranjska Gora.

## Življenje in delo
Po diplomi iz kemije (1943) na ljubljanski Tehniški fakulteti je bil predstojnik inštituta za operativno tehniko pri Ministrstvu za notranje zadeve FLRJ v Beogradu (1945-1950) in znanstveni sodelavec Inštituta za nuklearne vede Boris Kidrič v Vinči pri Beogradu (1951-1953). Leta 1953 se je izpopolnjeval v industrijski organizaciji dela v Parizu, nato je v Ljubljani vodil tovarno zdravil Lek, ter bil od 1958-1959 namestnik generalnega direktorja tovarne farmacevtskih in kemičnih proizvodov Pliva v Zagrebu in do 1966 vodja oddelka kemijske industrije v Industrijskem biroju v Ljubljani. Kot izvedenec UNDP (United Nations Developtment Programme; Program ZN za razvoj) in UNIDO je deloval v Turčiji (1972-1974). Ukvarjal se je tudi s planiranjem industrijskega razvoja v kemijski, petrokemijski in procesni industriji v Sloveniji in Srednjeafriški republiki.